# Đại học Marburg
Đại học Philipp Marburg (tiếng Đức: Philipps-Universität Marburg), được thành lập vào năm 1527 bởi Landgrave Philip I của Hesse. Đây là một trong những trường đại học lâu đời nhất của Đức, có thời gian từ thời thành lập đạo Tin Lành. Hiện nay, trường không có liên kết với tôn giáo nữa. Trường có khoảng 25.000 sinh viên và 7.500 nhân viên, làm cho Marburg, một thị trấn 72.000 dân được gọi là "phố đại học".